# Meunasah Meucat
Meunasah Meucat is een bestuurslaag in het regentschap Aceh Utara van de provincie Atjeh, Indonesië. Meunasah Meucat telt 158 inwoners (volkstelling 2010).